# Can Guineia
Can Guineia és una masia del municipi de Torroella de Fluvià (Alt Empordà) inclosa en l'Inventari del Patrimoni Arquitectònic de Catalunya. Està situada a davant de l'església, i de la carretera que porta de Torroella a Sant Pere Pescador.

## Descripció
És una gran masia amb teulat a dues vessants, amb un gran portal en arc de mig punt adovellat a la façana principal, i una gran finestra rectangular, amb una inscripció en llatí a la llinda. Altres finestres que es troben al mur del costat que dona a la carretera són de dimensions més reduïdes, i en una d'elles s'hi pot veure inscrita la data 1554 a la cornisa de la finestra i una inscripció en llatí amb decoració floral d'estil renaixentista.

## Història
La masia de Can Guineia data del segle xvi, d'acord amb les inscripcions que COAC hi ha a diverses obertures de les seves façanes. En l'actualitat es troba en ple ús agricola.